# Walnut Creek, Arizona
Walnut Creek je naseljeno područje za statističke svrhe u američkoj saveznoj državi Arizona. Prema popisu stanovništva iz 2010. u njemu je živjelo 562 stanovnika.